# Тове, Лев Львович
Лев Львович Тове (1867—1917) — русский учёный, профессор.

## Биография
Родился 23 ноября (5 декабря по новому стилю) 1867 года в посёлке Лысьва Пермской губернии в семье Леонеля (Льва) Тове, подданного Великобритании, работавшего инженером на Лысьвенском металлургическом заводе.
Окончил в Одессе Ришельевскую гимназию и поступил в Санкт-Петербургский университет на физико-математический факультет. После двух лет учёбы в университете, в 1888 году перешёл в Горный институт, который окончил институт в 1894 году по горнозаводской специальности с присвоением звания горного инженера.
По окончании института был определён на службу в распоряжение Управления по сооружению Сибирской железной дороги. С 1895 года исполнял обязанности младшего инженера на геологических изысканиях при строительстве Амурской железной дороги. В апреле 1897 года был назначен начальником партии по проведению золотопромышленных исследований в Енисейской губернии. В марте 1899 года был направлен начальником партии по проведению таких же обследований в Амурской и Приморской областях Российской империи.
В 1902 году по инициативе первого декана горного отделения Томского технологического института) профессора В. А. Обручева Лев Тове был приглашен преподавателем в Технологический институт, а затем был избран по конкурсу с 1 июля этого же года исполнительным директором экстраординарного профессора по кафедре горного искусства. С целью подготовки к преподавательской и научной деятельности летом 1902 года он совершил поездку на горные предприятия Урала и юга России, а затем был отправлен в зарубежную командировку, во время которой ознакомился с опытом преподавания горного дела и работой в горных высших учебных заведениях Германии, Бельгии, Англии и США. Посетил крупнейшие предприятия горной промышленности Западной Европы и США, ознакомился с опытом их работы. В результате проделанной Тове работы и выполненному им докладу, в 1907 году первый Всероссийский съезд работников золотоплатиновой промышленности принял решение о создании при ТТИ особой лаборатории по золотому делу для проведения научных разработок в соответствии с запросами промышленности.
В 1903—1909 годах был секретарём (заместитель декана), в 1909—1913 годах — деканом горного отделения, в 1909—1911 годах — председателем испытательной комиссии по выпуску горных инженеров. Кроме научной и преподавательской деятельности, зимой 1905—1906 годов несколько месяцев управлял одной из копей Черемховского угольного бассейна в Иркутской губернии; в 1905 году принимал участие в работе Международного конгресса по горному делу, геологии, металлургии и механике в Брюсселе; в апреле 1913 года — второго Всероссийского съезда по горному делу, металлургии и машиностроению в Санкт-Петербурге. В 1916 году Л. Л. Тове был назначен уполномоченным по топливу на территории от Акмолинской области до Дальнего Востока.
Покончил с собой в Томске 17 января 1917 года; был похоронен на кладбище женского монастыря, ныне не существующем.

## Награды
- орден Св. Анны 3-й степени (1900);
- орден Св. Станислава 2-й степени (1917);
- медаль «В память царствования Императора Александра II» (1896);
- медаль «В память 300-летия царствования Дома Романовых» (1913).